# Onoun Municipality
Onoun Municipality är en kommun i Mikronesiska federationen.   Den ligger i delstaten Chuuk, i den västra delen av landet, 900 km väster om huvudstaden Palikir. Antalet invånare är 580. Onoun Municipality ligger på ön Onoun.
Följande samhällen finns i Onoun Municipality:
- Onoun